# Musidora
Musidora, właśc. Jeanne Roques (ur. 23 lutego 1889, zm. 11 grudnia 1957) – francuska aktorka sceniczna i filmowa, a także scenarzystka i reżyserka. Najbardziej znana z roli Irmy Vep w niemym filmie Wampiry.

## Filmografia wybrana
- 1914: Severo Torelli
- 1915: Wampiry (Les Vampires)
- 1916: Judex
- 1916: Le colonel Bontemps
- 1917: La nouvelle mission de Judex
- 1926: Le berceau de dieu